# Betongelement

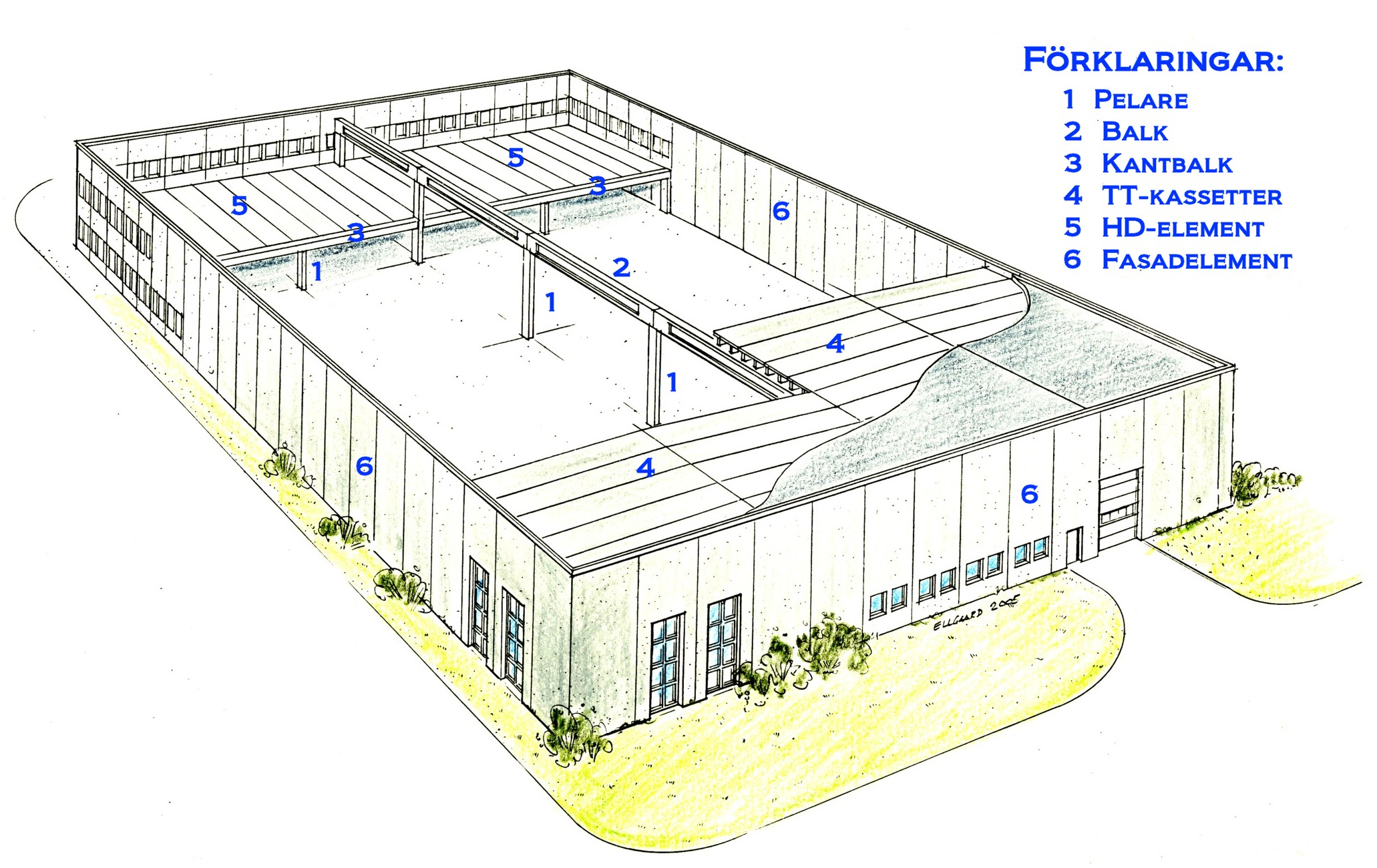
En industrihall byggd helt av betongelement; pelare, balkar, yttertakselement, våningselement och fasadelement.

Ett betongelement är en byggnadsdel tillverkad av betong som förtillverkas på en fabrik och som sedan monteras ihop med andra betongelement på byggarbetsplatsen.

## Allmänt

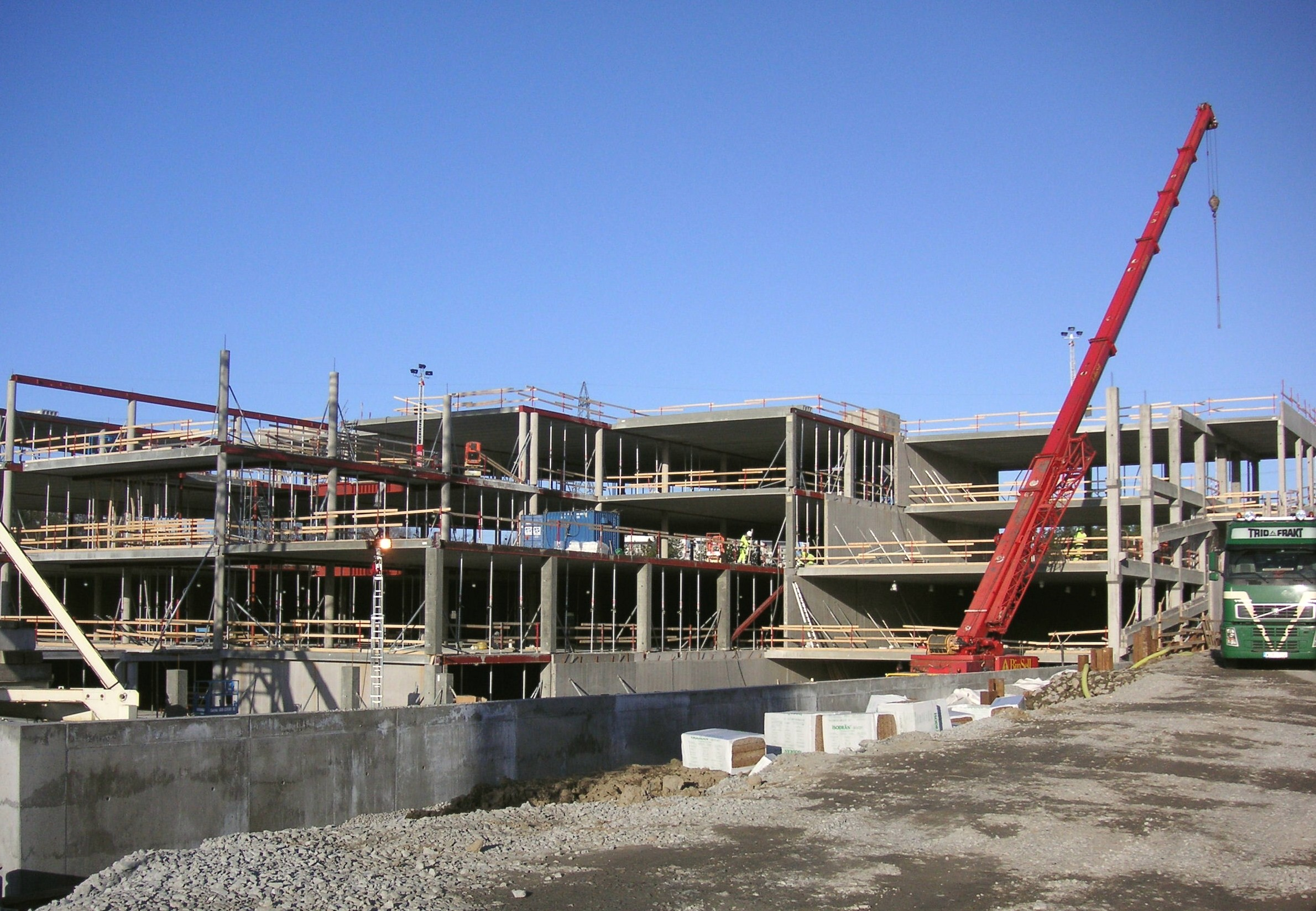
En industribyggnad monteras

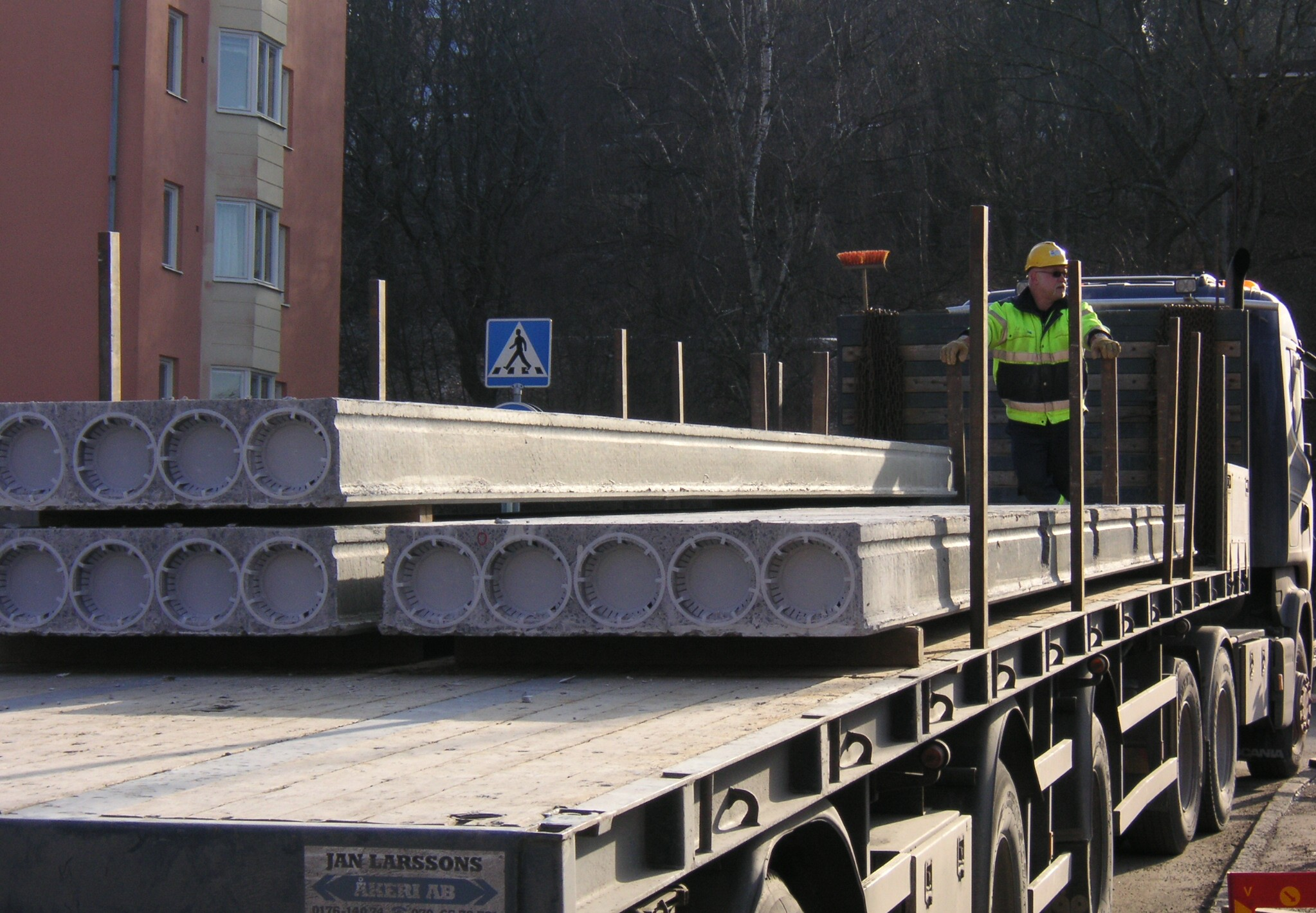
Betongelement av typ HD-bjälklag

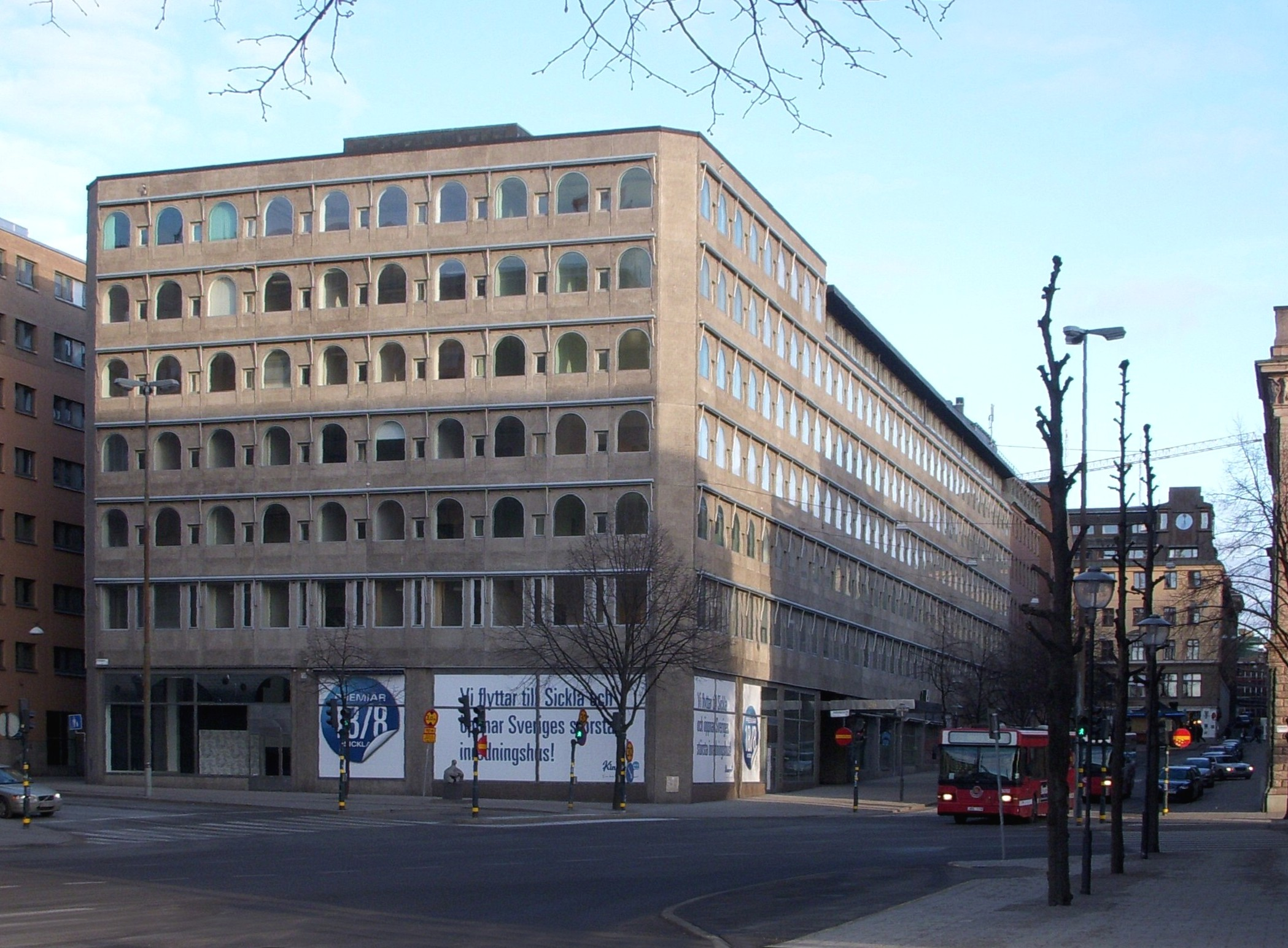
Näringsdepartementets hus, utfört helt av betongelement

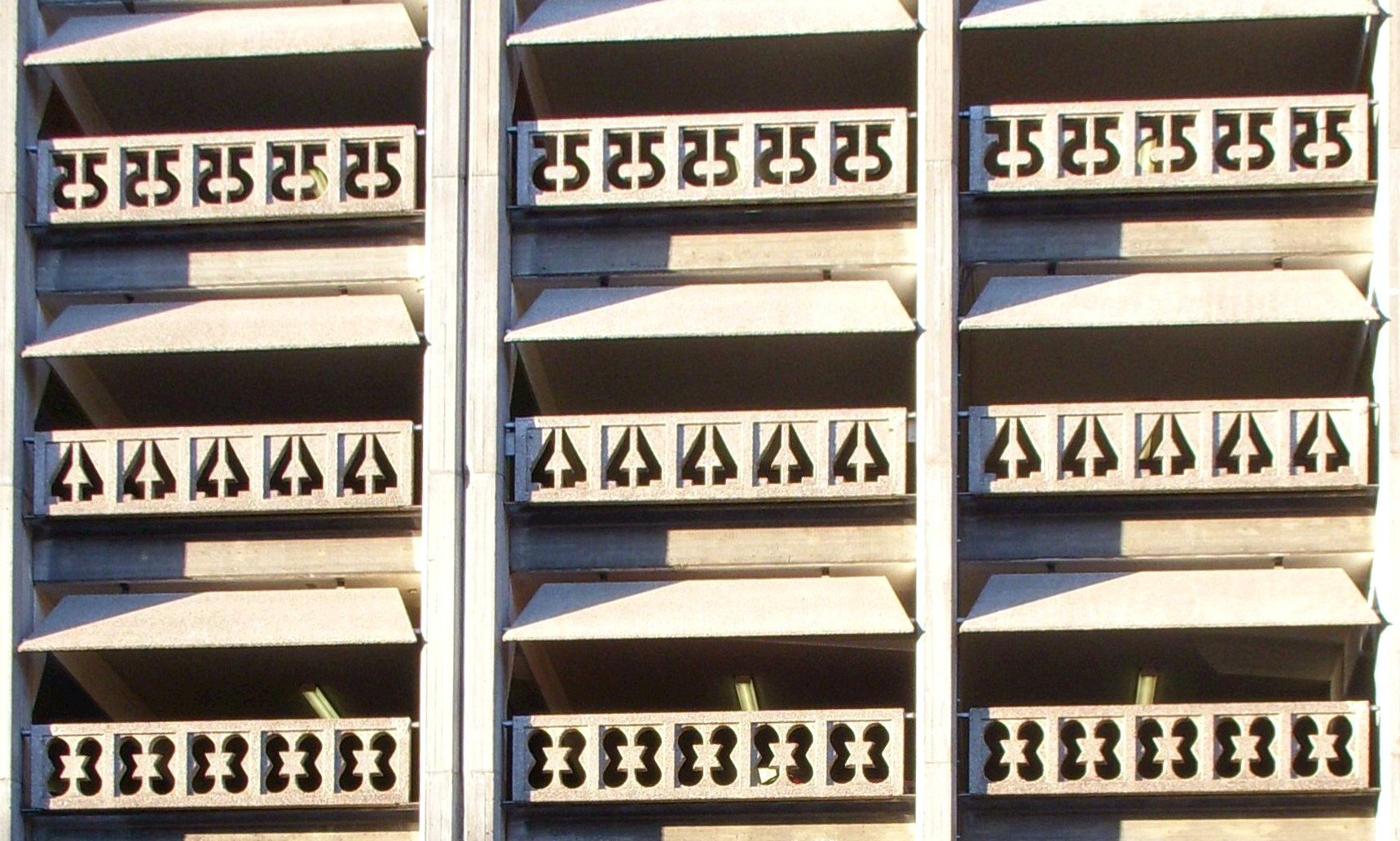
Fasadelementen på Parkaden anger våningen

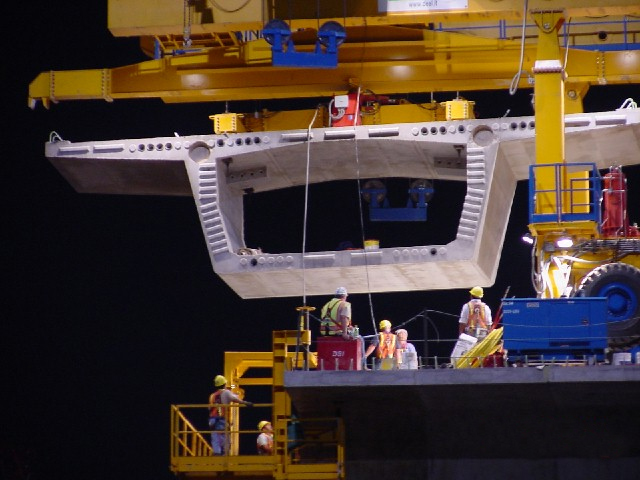
Ett broelement

Det finns en mängd olika användningsområden för betongelement inom byggbranschen.  Alla har gemensamt att betongelement tillverkas väderskyddat, med hög precision och under kontrollerade förhållanden på en fabrik. Enklare element, som betongkantsten eller stödelement, kan serieproduceras och läggas på lager. Komplicerade element, som trappor, bjälklag eller fasader, specialtillverkas efter kundens/beställarens önskemål och transporteras direkt till byggarbetsplatsen, där de sätts ihop av fackkunniga montörer, oftast med hjälp av kranar.

## Elementtyper

### Grundläggningselement
Elementen förekommer huvudsakligen som pelarholkar (ett hål där pelaren ställs i), sockelelement, källarväggselement och stödmurselement. Stödmurselement kallas även L-stöd, eftersom deras tvärsnitt liknar bokstaven “L”.

### Pelare
Som branschstandard produceras pelare med rektangulärt eller kvadratiskt tvärsnitt, efter kundens/beställarens önskemål kan även andra utformningar tillverkas, till exempel pelare med cirkelformat eller elliptiskt tvärsnitt. På pelarna utformas anordningar för upplag och montage av balkar, i form av konsoler eller svetsplåtar.

### Balkar
Beroende om balkar skall bära upp ett våningsbjälklag eller ett yttertaksbjälklag utformas de på olika sätt.  Tillverkningen omfattar i regel raka, rektangulära balkar, raka balkar med ett tvärsnitt liknande ett “I” och så kallade sadelbalkar, de är förhöjd mot mitten och tjänar som balkar för ett yttertak med fall. Det finns balkar med slakarmering eller spännarmering och upp till 35 meters spännvidd.

### Bjälklags- och takplattor
Det finns ett tjugotal standardelement som är konstruerade för att bygga olika typer av bjälklag.  För kortare spännvidder används oftast så kallade HD-bjälklag (efter Håldäck (HD/F); de är släta på undersidan och har några längsgående hål som kan användas för olika installationer. För längre spännvidder används förspända TT-kassetter. Tvärsnittet liknar två intillställda “T”, därav namnet. Det finns spännvidder till upp till 20 meter.
Håldäcksbjälklag används främst inom industrin och  kommersiella fastigheter där kravet på fuktsäkerhet är lägre än t.ex. bostadsbjälklag.  I det senare rekommenderas att man använder sig av massivbjälklag eller plattbärlag. 
Bjälklag kan även byggas av massiva betongplattor som skräddarsys efter byggnadens mått. Även om vikten på dessa är högre, så går montaget snabbare tack vare att färre kranlyft behövs, passformen är bättre och installationer kan göras redan på fabrik.

### Fasadelement
Betongelement för fasader är oftast så kallade sandwichelement som består av olika skikt (sandwichkonstruktion); mot insidan av en betongskiva, mot utsidan av en tunnare fasadskiva, däremellan finns värmeisoleringen. Betongskivorna hålls ihop av metallstag.  Fasadytans struktur kan varieras genom friläggning av ballast (den stenblandning som finns närmast ytan), genom gjutning mot en slät eller profilerad form eller genom krattning eller borstning av den färska betongen. Ytan kan även avfärgas eller gestaltas på olika sätt med ingjutna keramiska plattor eller fasadtegel.  Om en bärande inre betongskiva används kallas fasadelementet för “bärande”, det innebär att det bär upp golv- eller takbjälklaget, man eliminerar på så vis en pelarrad i fasadlinjen.

### Trappelement
Särskilt för betongtrappor lämpar sig förtillverkning på fabrik, för här krävs hög precision. De finns som raka eller svängda trapplopp, med olika bredd samt med eller utan ytbeläggning och kan skräddarsys helt enigt kundens/beställaren önskemål. Det finns även helt färdiga trapphuselement, alltså trapphusets omslutande väggar inklusive trappan.

### Övriga betongelement
Här kan nämnas exempelvis balkongelement, kantstenselement, rörelement, tunnelelement och även broelement. Även en enkel trädgårdsplatta av betong är en form av betongelement.